# Sophie Oda
Sophie Tamiko Oda (* 23. Oktober 1991 in San Francisco, Kalifornien) ist eine US-amerikanische Schauspielerin und Sängerin.

## Leben
Oda ist hauptsächlich durch ihre Rolle der Barbara Brownstein in Hotel Zack & Cody bekannt und erlangte 2007 durch diese Rolle eine Young-Artist-Award-Nominierung in der Kategorie Beste Performance in einer Fernsehserie (Comedy oder Drama) – Wiederkehrende Junge Schauspielerin.
Des Weiteren wirkte die Darstellerin in zwei Filmen mit: Bee Season und Kung Phooey. Daneben agierte sie bei Star Search und als Episodendarstellerin in Zack & Cody an Bord.
Oda hat die High School im Alter von 15 Jahren abgeschlossen und ist zurzeit Studentin. Sie hat keine Geschwister. Außerdem ist sie professionelle Sängerin und gibt öfters Konzerte.

## Filmografie
- 2003: Kung Phooey!
- 2003: Star Search (Fernsehserie, eine Folge)
- 2005: Bee Season
- 2005: Die Geisha (Memoirs of a Geisha)
- 2005–2008: Hotel Zack & Cody (The Suite Life of Zack & Cody, Fernsehserie, 10 Folgen)
- 2007: The View from the Bay (Fernsehserie, eine Folge)
- 2008: Zack & Cody an Bord (The Suite Life on Deck, Fernsehserie, eine Folge)
- 2013: Amethyst, Princess of Gemworld (Fernsehserie, sieben Folgen, Stimme)
- 2013: The Big Bang Theory (Fernsehserie, eine Folge)
- 2013: Navy CIS: L.A. (NCIS: Los Angeles, Fernsehserie, eine Folge)
- 2019: Hawaii Five-0 (Fernsehserie, Folge 10x06)